# إلياس ربابي
إلياس ربابي (1913 - 1999) دبلوماسي وصحافي لبناني، عضو نقابتي الصحافة والمحررين، وعين سفير لبنان في البرازيل. أسس صحيفة العمل وحرر في عدة صحف لبنانية قبل تأسيس الصحيفة منها الضاد والشهباء. له عدة مؤلفات. توفي في هولندا.
كان أحد خطيبي حزب الكتائب البارزين مع إدمون رزق ولويس أبو شرف.